# Tepoto Nord
Tepoto Nord is een opgeheven atol in het noorden van de Tuamotuarchipel, in Frans-Polynesië. Het eiland Tepoto Sud ligt niet in de buurt, maar 425 km zuidwestelijk en behoort tot de Îles Raevski. Het eiland ligt zo'n 17 km ten noordwesten van het bewoonde Napuka en behoort tot de gemeente Napuka. Het eiland ligt 915 km ten noordoosten van Tahiti. Er zijn 50 bewoners (2017).

## Geografie
Het opgeheven atol heeft een lengte van 2,6 km en een breedte van 1 km. De totale landoppervlakte bedraagt 2 km². Omdat het atol door seismische activiteit is opgeheven, ontbreekt een lagune met zeewater en is het eiland over de hele oppervlakte begroeid.

## Geschiedenis
De eerste Europeaan die Tepoto Nord vermeldde was de Brit John Byron op 7 juni 1765 die het Île de la Désolution. Hij durfde er niet aan land te gaan omdat de bewoners zich vijandig opstelden. In de 19de eeuw werd het atol Frans territorium. In de jaren 1920 en 1930 is archeologisch onderzoek verricht en bleek dat er op deze afgelegen eilanden nog veel was bewaard gebleven van de oorspronkelijke Polynesische cultuur.

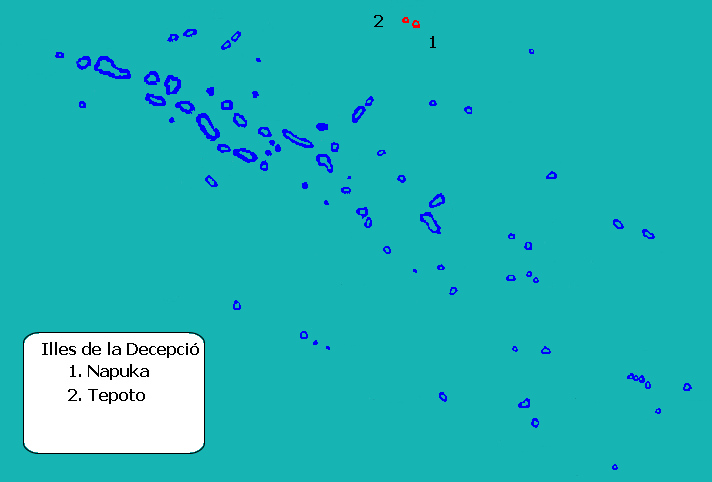
Ligging Tepoto Nord (2) binnen Tuamotuarchipel.

## Ecologie
Er komen 35 vogelsoorten voor en zeven soorten van de Rode Lijst van de IUCN waaronder de met uitsterven bedreigde hendersonstormvogel (Pterodroma atrata), het witkeelstormvogeltje (Nesofregetta fuliginosa) en de kwetsbare zuidzeewulp (Numenius tahitiensis).
Tepoto Nord · Napuka · Puka Puka